# Funicolare di Certaldo
La funicolare di Certaldo è una linea di trasporto funicolare situata a Certaldo, collegante Certaldo Basso (piazza Boccaccio) all'altura di Certaldo Alto (porta Alberti).

## Storia
La funicolare di Certaldo fu inaugurata il 20 luglio 1999, sebbene i lavori fossero stati avviati nel 1985: dopo una lunga interruzione, infatti, gli stessi vennero ripresi nel 1997. Il costo complessivo dell'opera ammontò a circa cinque miliardi di lire.
Il numero dei passeggeri trasportati crebbe rapidamente e nei primi sette mesi del 2014 salì del 7,86% rispetto allo stesso periodo dell'anno precedente.
La gestione è affidata ad Autolinee Toscane.

## Caratteristiche

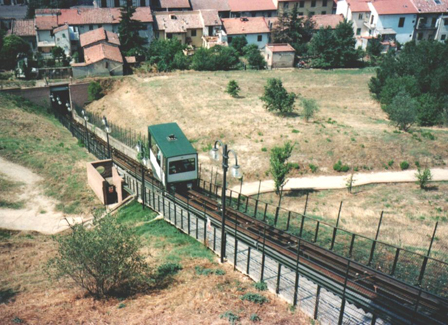
Panorama dall'alto

L'impianto, progettato dall'ingegnere romano Achille Bonini, è realizzato con la tecnologia dell'ascensore inclinato, e presenta dunque un'unica cabina che scorre su una via di corsa metallica controbilanciata da un contrappeso che scorre fra le rotaie, di tipo ferroviario; l'unico agente responsabile del servizio presente per ciascun turno è adibito anche alla riscossione della sosta.. La frequenza del servizio è pari a una corsa ogni 15 minuti ma in caso di sovraffollamento le corse sono intensificate.
L'impianto venne fornito dalla Cruciani Impianti con parte elettrica EEI. La pendenza risulta pari al 40,28% con un dislivello di 48,44 metri, su una lunghezza totale di 128,5 metri che la cabina da 30 posti, di costruzione Chinetti, copre in meno di un minuto.

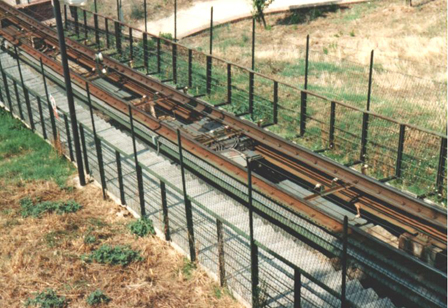
Dettaglio del contrappeso

La stazione inferiore, ricavata da un edificio preesistente e dunque ben inserita nel tessuto storico del borgo, è dotata di biglietteria tradizionale e automatica; a duecento metri dalla stessa è possibile l'interscambio con la stazione ferroviaria di Certaldo. Quella superiore di sola biglietteria automatica e di servizi igienici pubblici.
In considerazione del contesto ambientale in cui si inserisce, all'atto della costruzione dell'impianto fu posta particolare attenzione all'impatto visivo, con l'imposizione di parametri urbanistici di estrema severità nella scelta dei materiali di costruzione impiegati e alla disposizione delle strutture, per non compromettere il caratteristico profilo del borgo; per tale motivo sotto l'impalcato dei binari venne appositamente realizzato un terrapieno.